# 鄭方 (西晉)
郑方（?—?），字子回，西晋南阳郡（今河南省南阳市）人。
郑方自以为有才，而未能得到推荐为官。为人慷慨有志节，博涉史传，卓而不群。齐王司马冏辅政专权，郑方于太安元年（302年）徒步到洛阳献书议政，自称荆楚逸民，上书劝谏司马冏有“五失”。指责司马冏耽于酒色，宴乐过度；宗室纷争，四夷交侵，不以为念；人民穷苦，不闻赈救。劝他节己思危。司马冏不能采纳，不久失败。郑方后事不详。